# Роже Дюкре
Роже Дюкре (фр. Roger Ducret, нар. 2 квітня 1888, Париж, Франція — 8 січня 1962, Париж, Франція) — видатний французький фехтувальник, триразовий олімпійський чемпіон (усі три рази у 1924), чотириразовий срібний призер (1920, двічі 1924, 1928) та бронзовий призер (1920) Олімпійських ігор.

## Виступи на Олімпіадах
| Олімпіада      | Дисципліна           | Місце      |
| -------------- | -------------------- | ---------- |
| Антверпен 1920 | індивідуальна рапіра | 3          |
| Антверпен 1920 | командна рапіра      | 2          |
| Антверпен 1920 | індивідуальна шпага  | 7T p3 r2/4 |
| Париж 1924     | індивідуальна рапіра | 1          |
| Париж 1924     | командна рапіра      | 1          |
| Париж 1924     | індивідуальна шпага  | 2          |
| Париж 1924     | командна шпага       | 1          |
| Париж 1924     | індивідуальна шабля  | 2          |
| Амстердам 1928 | індивідуальна рапіра | 9          |
| Амстердам 1928 | командна рапіра      | 2          |
| Амстердам 1928 | індивідуальна шабля  | 8          |
| Амстердам 1928 | командна шабля       | 5          |